# Stories from the City, Stories from the Sea
Stories from the City, Stories from the Sea è il quinto album in studio di PJ Harvey.
Nell'album si segnala la collaborazione di Thom Yorke dei Radiohead, che duetta con PJ Harvey nella canzone This Mess We're in ed esegue i cori e le parti di tastiera in One Line e Beautiful Feeling.

## Tracce
1. Big Exit – 3:51
2. Good Fortune – 3:20
3. A Place Called Home – 3:43
4. One Line – 3:14
5. Beautiful Feeling – 4:00
6. The Whores Hustle and the Hustlers Whore – 4:01
7. This Mess We're In – 3:57
8. You Said Something – 3:19
9. Kamikaze – 2:24
10. This Is Love – 3:48
11. Horses in My Dreams – 5:38
12. We Float – 6:07
13. This Wicked Tongue (UK Bonus Track) – 3:41